# Hannah Wang
Hannah Wang, född 18 april 1989 i Sydney, är en australisk skådespelare mest känd för att spela den sportiga Kenny i barnprogrammet Pyjamasklubben. Hannah Wang medverkar också i programmet Rush-TV på den australienska barnkanalen ABC3.